# Liste der Gebietsänderungen in Brandenburg (DDR)
Die Liste der Gebietsänderungen in Brandenburg (DDR) enthält wichtige Änderungen der Gemeindegebiete des Landes Brandenburg der DDR in der Zeit vom 7. Oktober 1949 bis zum 24. Juli 1952 mit dem Haupttermin am 1. Juli 1950. Dazu zählen unter anderem Zusammenschlüsse und Trennungen von Gemeinden, Eingliederungen von Gemeinden in eine andere, Änderungen des Gemeindenamens und größere Umgliederungen von Teilen einer Gemeinde in eine andere.

## Erläuterungen
Im Standardwerk Gemeinden 1994 und ihre Veränderungen… heißt es: „Die erste umfassende Gebietsreform nach dem Zweiten Weltkrieg fand in der DDR im Jahre 1950 statt. In allen fünf Ländern wurden im April 1950 Gesetze zur Änderung der Kreis- und Gemeindegrenzen erlassen, deren Ausführung zum 1. Juli 1950 wirksam wurde.“ Daraus abgeleitet ist in dem Werk der 1. Juli 1950 als Wirkungsdatum für alle Gebietsänderungen der Gebietsreform 1950 definiert. Die tatsächlichen Stichtage können abweichen, Details sind im Historisches Gemeindeverzeichnis des Landes Brandenburg zu finden.
Der Wechsel von Gemeinden über Ländergrenzen wurde in der „Verordnung zur Durchführung des Gesetzes über Änderung von Grenzen der Länder vom 13. Juli 1950“ geregelt, die am 20. Juli 1950 veröffentlicht wurde. Diese Änderungen wurden nicht am 1. Juli, sondern erst am 13. Juli 1950 wirksam.

## Legende
- Datum: juristisches Wirkungsdatum der Gebietsänderung
- Gemeinde vor der Änderung: Gemeinde vor der Gebietsänderung
- Maßnahme: Art der Änderung
- Gemeinde nach der Änderung: Gemeinde nach der Gebietsänderung
- Landkreis: Landkreis der Gemeinde nach der Gebietsänderung
- OT: Ortsteil

Die Sortierung erfolgt chronologisch: Datum, Stadtkreis, Landkreis, aufnehmende oder neu gebildete Gemeinde. Heute noch bestehende Gemeinden sind farbig unterlegt.

## Liste
| Datum      | Gemeinde vor der Änderung                                                      | Maßnahme                                                                       | Gemeinde nach der Änderung                                                     | Landkreis                                                                      |
| ---------- | ------------------------------------------------------------------------------ | ------------------------------------------------------------------------------ | ------------------------------------------------------------------------------ | ------------------------------------------------------------------------------ |
| 07.10.1949 | Beitritt des Landes zur DDR 21 Landkreise, 9 Stadtkreise                       | Beitritt des Landes zur DDR 21 Landkreise, 9 Stadtkreise                       | Beitritt des Landes zur DDR 21 Landkreise, 9 Stadtkreise                       | Beitritt des Landes zur DDR 21 Landkreise, 9 Stadtkreise                       |
| 10.06.1950 | Binenwalde                                                                     | Eingliederung                                                                  | Gühlen-Glienicke                                                               | Ruppin                                                                         |
| 01.07.1950 | Kreisneugliederung 21 Landkreise, 9 Stadtkreise → 21 Landkreise, 2 Stadtkreise | Kreisneugliederung 21 Landkreise, 9 Stadtkreise → 21 Landkreise, 2 Stadtkreise | Kreisneugliederung 21 Landkreise, 9 Stadtkreise → 21 Landkreise, 2 Stadtkreise | Kreisneugliederung 21 Landkreise, 9 Stadtkreise → 21 Landkreise, 2 Stadtkreise |
| 01.07.1950 | Göttin Klein Kreutz Mötzow Schmerzke                                           | Eingliederung                                                                  | Brandenburg an der Havel                                                       | Stadtkreis Brandenburg                                                         |
| 01.07.1950 | Wilhelmshorst                                                                  | Eingliederung                                                                  | Potsdam                                                                        | Stadtkreis Potsdam                                                             |
| 01.07.1950 | Biesendahlshof, Landkreis Randow Mecklenburg                                   | Umgliederung                                                                   | Biesendahlshof                                                                 | Angermünde                                                                     |
| 01.07.1950 | Blumberg, Landkreis Randow Mecklenburg                                         | Umgliederung                                                                   | Blumberg                                                                       | Angermünde                                                                     |
| 01.07.1950 | Casekow, Landkreis Randow Mecklenburg                                          | Umgliederung                                                                   | Casekow                                                                        | Angermünde                                                                     |
| 01.07.1950 | Damitzow, Landkreis Randow Mecklenburg                                         | Umgliederung                                                                   | Damitzow                                                                       | Angermünde                                                                     |
| 01.07.1950 | Friedrichsthal, Landkreis Randow Mecklenburg                                   | Umgliederung                                                                   | Friedrichsthal                                                                 | Angermünde                                                                     |
| 01.07.1950 | Gartz (Oder), Landkreis Randow Mecklenburg                                     | Umgliederung                                                                   | Gartz (Oder)                                                                   | Angermünde                                                                     |
| 01.07.1950 | Geesow, Landkreis Randow Mecklenburg                                           | Umgliederung                                                                   | Geesow                                                                         | Angermünde                                                                     |
| 01.07.1950 | Heinrichshof, Landkreis Randow Mecklenburg                                     | Umgliederung                                                                   | Heinrichshof                                                                   | Angermünde                                                                     |
| 01.07.1950 | Hohenreinkendorf, Landkreis Randow Mecklenburg                                 | Umgliederung                                                                   | Hohenreinkendorf                                                               | Angermünde                                                                     |
| 01.07.1950 | Hohenselchow, Landkreis Randow Mecklenburg                                     | Umgliederung                                                                   | Hohenselchow                                                                   | Angermünde                                                                     |
| 01.07.1950 | Jamikow, Landkreis Randow Mecklenburg                                          | Umgliederung                                                                   | Jamikow                                                                        | Angermünde                                                                     |
| 01.07.1950 | Kummerow, Landkreis Randow Mecklenburg                                         | Umgliederung                                                                   | Kummerow                                                                       | Angermünde                                                                     |
| 01.07.1950 | Kunow, Landkreis Randow Mecklenburg                                            | Umgliederung                                                                   | Kunow                                                                          | Angermünde                                                                     |
| 01.07.1950 | Luckow, Landkreis Randow Mecklenburg                                           | Umgliederung                                                                   | Luckow                                                                         | Angermünde                                                                     |
| 01.07.1950 | Mescherin, Landkreis Randow Mecklenburg                                        | Umgliederung                                                                   | Mescherin                                                                      | Angermünde                                                                     |
| 01.07.1950 | Neurochlitz, Landkreis Randow Mecklenburg                                      | Umgliederung                                                                   | Neurochlitz                                                                    | Angermünde                                                                     |
| 01.07.1950 | Petershagen, Landkreis Randow Mecklenburg                                      | Umgliederung                                                                   | Petershagen                                                                    | Angermünde                                                                     |
| 01.07.1950 | Pinnow, Landkreis Randow Mecklenburg                                           | Umgliederung                                                                   | Pinnow                                                                         | Angermünde                                                                     |
| 01.07.1950 | Pinnow                                                                         | Namensänderung                                                                 | Groß Pinnow                                                                    | Angermünde                                                                     |
| 01.07.1950 | Radekow, Landkreis Randow Mecklenburg                                          | Umgliederung                                                                   | Radekow                                                                        | Angermünde                                                                     |
| 01.07.1950 | Rosow, Landkreis Randow Mecklenburg                                            | Umgliederung                                                                   | Rosow                                                                          | Angermünde                                                                     |
| 01.07.1950 | Schönfeld, Landkreis Randow Mecklenburg                                        | Umgliederung                                                                   | Schönfeld                                                                      | Angermünde                                                                     |
| 01.07.1950 | Schönow, Landkreis Randow Mecklenburg                                          | Umgliederung                                                                   | Schönow                                                                        | Angermünde                                                                     |
| 01.07.1950 | Tantow , Landkreis Randow Mecklenburg                                          | Umgliederung                                                                   | Tantow                                                                         | Angermünde                                                                     |
| 01.07.1950 | Wartin, Landkreis Randow Mecklenburg                                           | Umgliederung                                                                   | Wartin                                                                         | Angermünde                                                                     |
| 01.07.1950 | Woltersdorf, Landkreis Randow Mecklenburg                                      | Umgliederung                                                                   | Woltersdorf                                                                    | Angermünde                                                                     |
| 01.07.1950 | Madlow Sachsendorf Saspow Schmellwitz Ströbitz                                 | Eingliederung                                                                  | Cottbus                                                                        | Cottbus                                                                        |
| 01.07.1950 | Klein Briesnig                                                                 | Eingliederung                                                                  | Groß Briesnig                                                                  | Cottbus                                                                        |
| 01.07.1950 | Radewiese                                                                      | Eingliederung                                                                  | Heinersbrück                                                                   | Cottbus                                                                        |
| 01.07.1950 | Smarso                                                                         | Eingliederung                                                                  | Jethe                                                                          | Cottbus                                                                        |
| 01.07.1950 | Dahlitz Zahsow                                                                 | Eingliederung                                                                  | Kolkwitz                                                                       | Cottbus                                                                        |
| 01.07.1950 | Kunersdorf                                                                     | Eingliederung                                                                  | Papitz                                                                         | Cottbus                                                                        |
| 01.07.1950 | Ottendorf                                                                      | Eingliederung                                                                  | Peitz                                                                          | Cottbus                                                                        |
| 01.07.1950 | Brahmow                                                                        | Eingliederung                                                                  | Werben                                                                         | Cottbus                                                                        |
| 01.07.1950 | Schönfließ                                                                     | Eingliederung                                                                  | Fürstenberg (Oder)                                                             | Frankfurt (Oder)                                                               |
| 01.07.1950 | Oberlindow Unterlindow                                                         | Zusammenschluss                                                                | Groß Lindow                                                                    | Frankfurt (Oder)                                                               |
| 01.07.1950 | Neu Stahnsdorf                                                                 | Eingliederung                                                                  | Alt Stahnsdorf                                                                 | Fürstenwalde                                                                   |
| 01.07.1950 | Neuendorf                                                                      | Eingliederung                                                                  | Beeskow                                                                        | Fürstenwalde                                                                   |
| 01.07.1950 | Bad Saarow Pieskow                                                             | Zusammenschluss                                                                | Bad Saarow-Pieskow                                                             | Fürstenwalde                                                                   |
| 01.07.1950 | Ketschendorf Rauensche Ziegelei                                                | Eingliederung                                                                  | Fürstenwalde/Spree                                                             | Fürstenwalde                                                                   |
| 01.07.1950 | Rietz-Neuendorf                                                                | Eingliederung                                                                  | Görzig                                                                         | Fürstenwalde                                                                   |
| 01.07.1950 | Klein Rietz                                                                    | Eingliederung                                                                  | Groß Rietz                                                                     | Fürstenwalde                                                                   |
| 01.07.1950 | Möllendorf                                                                     | Eingliederung                                                                  | Limsdorf                                                                       | Fürstenwalde                                                                   |
| 01.07.1950 | Raßmannsdorf                                                                   | Eingliederung                                                                  | Neubrück (Spree)                                                               | Fürstenwalde                                                                   |
| 01.07.1950 | Kunersdorf                                                                     | Eingliederung                                                                  | Pfaffendorf                                                                    | Fürstenwalde                                                                   |
| 01.07.1950 | Groß Breesen Kaltenborn Reichenbach                                            | Eingliederung                                                                  | Guben                                                                          | Guben                                                                          |
| 01.07.1950 | Klein Leuthen                                                                  | Eingliederung                                                                  | Groß Leuthen                                                                   | Lübben                                                                         |
| 01.07.1950 | Klein Liebitz                                                                  | Eingliederung                                                                  | Groß Liebitz                                                                   | Lübben                                                                         |
| 01.07.1950 | Mochlitz                                                                       | Eingliederung                                                                  | Jamlitz                                                                        | Lübben                                                                         |
| 01.07.1950 | Altsorgefeld, Landkreis Schweinitz Sachsen-Anhalt                              | Umgliederung                                                                   | Altsorgefeld                                                                   | Luckau                                                                         |
| 01.07.1950 | Radensdorf bei Calau Schrackau                                                 | Eingliederung                                                                  | Craupe                                                                         | Luckau                                                                         |
| 01.07.1950 | Doberlug Kirchhain                                                             | Zusammenschluss                                                                | Doberlug-Kirchhain                                                             | Luckau                                                                         |
| 01.07.1950 | Fürstlich Drehna                                                               | Namensänderung                                                                 | Drehna                                                                         | Luckau                                                                         |
| 01.07.1950 | Landwehr Prierow                                                               | Eingliederung                                                                  | Golßen                                                                         | Luckau                                                                         |
| 01.07.1950 | Frankendorf Garrenchen Wanninchen                                              | Eingliederung                                                                  | Görlsdorf                                                                      | Luckau                                                                         |
| 01.07.1950 | Schollen                                                                       | Eingliederung                                                                  | Karche                                                                         | Luckau                                                                         |
| 01.07.1950 | Sando                                                                          | Eingliederung                                                                  | Luckau                                                                         | Luckau                                                                         |
| 01.07.1950 | Presenchen                                                                     | Eingliederung                                                                  | Schlabendorf                                                                   | Luckau                                                                         |
| 01.07.1950 | Rosendorf                                                                      | Eingliederung                                                                  | Sorno                                                                          | Luckau                                                                         |
| 01.07.1950 | Liebsdorf                                                                      | Eingliederung                                                                  | Görsdorf                                                                       | Luckenwalde                                                                    |
| 01.07.1950 | Niederseefeld                                                                  | Eingliederung                                                                  | Hohenseefeld                                                                   | Luckenwalde                                                                    |
| 01.07.1950 | Neumarkt                                                                       | Eingliederung                                                                  | Jüterbog                                                                       | Luckenwalde                                                                    |
| 01.07.1950 | Glashütte                                                                      | Eingliederung                                                                  | Klasdorf                                                                       | Luckenwalde                                                                    |
| 01.07.1950 | Fröhden                                                                        | Eingliederung                                                                  | Markendorf                                                                     | Luckenwalde                                                                    |
| 01.07.1950 | Wuhlsdorf                                                                      | Eingliederung                                                                  | Hohenstein                                                                     | Oberbarnim                                                                     |
| 01.07.1950 | Neukietz                                                                       | Eingliederung                                                                  | Neumädewitz                                                                    | Oberbarnim                                                                     |
| 01.07.1950 | Adlig Reetz                                                                    | Eingliederung                                                                  | Neureetz                                                                       | Oberbarnim                                                                     |
| 01.07.1950 | Rohrbeck                                                                       | Eingliederung                                                                  | Dallgow-Döberitz                                                               | Osthavelland                                                                   |
| 01.07.1950 | Markau                                                                         | Eingliederung                                                                  | Markee                                                                         | Osthavelland                                                                   |
| 01.07.1950 | Klein Haßlow Randow                                                            | Eingliederung                                                                  | Groß Haßlow                                                                    | Ostprignitz                                                                    |
| 01.07.1950 | Beckenthin                                                                     | Eingliederung                                                                  | Kunow                                                                          | Ostprignitz                                                                    |
| 01.07.1950 | Schmarsow                                                                      | Eingliederung                                                                  | Mertensdorf                                                                    | Ostprignitz                                                                    |
| 01.07.1950 | Porep, Landkreis Parchim Mecklenburg                                           | Umgliederung                                                                   | Porep                                                                          | Ostprignitz                                                                    |
| 01.07.1950 | Porep                                                                          | Namensänderung                                                                 | Klein Porep                                                                    | Ostprignitz                                                                    |
| 01.07.1950 | Könkendorf Neu Krüssow                                                         | Eingliederung                                                                  | Wilmersdorf                                                                    | Ostprignitz                                                                    |
| 01.07.1950 | Drenkow Landkreis Ostprignitz                                                  | Umgliederung                                                                   | Drenkow                                                                        | Parchim, Mecklenburg                                                           |
| 01.07.1950 | Suckow Landkreis Ostprignitz                                                   | Umgliederung                                                                   | Suckow                                                                         | Parchim, Mecklenburg                                                           |
| 01.07.1950 | Bergholz Landkreis Prenzlau                                                    | Umgliederung                                                                   | Bergholz                                                                       | Pasewalk, Mecklenburg                                                          |
| 01.07.1950 | Blumenhagen Landkreis Prenzlau                                                 | Umgliederung                                                                   | Blumenhagen                                                                    | Pasewalk, Mecklenburg                                                          |
| 01.07.1950 | Brietzig Landkreis Prenzlau                                                    | Umgliederung                                                                   | Brietzig                                                                       | Pasewalk, Mecklenburg                                                          |
| 01.07.1950 | Caselow Landkreis Prenzlau                                                     | Umgliederung                                                                   | Caselow                                                                        | Pasewalk, Mecklenburg                                                          |
| 01.07.1950 | Groß Luckow Landkreis Prenzlau                                                 | Umgliederung                                                                   | Groß Luckow                                                                    | Pasewalk, Mecklenburg                                                          |
| 01.07.1950 | Groß Spiegelberg Landkreis Prenzlau                                            | Umgliederung                                                                   | Groß Spiegelberg                                                               | Pasewalk, Mecklenburg                                                          |
| 01.07.1950 | Güterberg Landkreis Prenzlau                                                   | Umgliederung                                                                   | Güterberg                                                                      | Pasewalk, Mecklenburg                                                          |
| 01.07.1950 | Klein Luckow Landkreis Prenzlau                                                | Umgliederung                                                                   | Klein Luckow                                                                   | Pasewalk, Mecklenburg                                                          |
| 01.07.1950 | Milow Landkreis Prenzlau                                                       | Umgliederung                                                                   | Milow                                                                          | Pasewalk, Mecklenburg                                                          |
| 01.07.1950 | Neuensund Landkreis Prenzlau                                                   | Umgliederung                                                                   | Neuensund                                                                      | Pasewalk, Mecklenburg                                                          |
| 01.07.1950 | Papendorf Landkreis Prenzlau                                                   | Umgliederung                                                                   | Papendorf                                                                      | Pasewalk, Mecklenburg                                                          |
| 01.07.1950 | Polzow Landkreis Prenzlau                                                      | Umgliederung                                                                   | Polzow                                                                         | Pasewalk, Mecklenburg                                                          |
| 01.07.1950 | Roggow Landkreis Prenzlau                                                      | Umgliederung                                                                   | Roggow                                                                         | Pasewalk, Mecklenburg                                                          |
| 01.07.1950 | Rollwitz Landkreis Prenzlau                                                    | Umgliederung                                                                   | Rollwitz                                                                       | Pasewalk, Mecklenburg                                                          |
| 01.07.1950 | Rossow Landkreis Prenzlau                                                      | Umgliederung                                                                   | Rossow                                                                         | Pasewalk, Mecklenburg                                                          |
| 01.07.1950 | Schmarsow Landkreis Prenzlau                                                   | Umgliederung                                                                   | Schmarsow                                                                      | Pasewalk, Mecklenburg                                                          |
| 01.07.1950 | Schwarzensee Landkreis Prenzlau                                                | Umgliederung                                                                   | Schwarzensee                                                                   | Pasewalk, Mecklenburg                                                          |
| 01.07.1950 | Strasburg Landkreis Prenzlau                                                   | Umgliederung                                                                   | Strasburg                                                                      | Pasewalk, Mecklenburg                                                          |
| 01.07.1950 | Wetzenow Landkreis Prenzlau                                                    | Umgliederung                                                                   | Wetzenow                                                                       | Pasewalk, Mecklenburg                                                          |
| 01.07.1950 | Wilsickow Landkreis Prenzlau                                                   | Umgliederung                                                                   | Wilsickow                                                                      | Pasewalk, Mecklenburg                                                          |
| 01.07.1950 | Wismar Landkreis Prenzlau                                                      | Umgliederung                                                                   | Wismar                                                                         | Pasewalk, Mecklenburg                                                          |
| 01.07.1950 | Zerrenthin Landkreis Prenzlau                                                  | Umgliederung                                                                   | Zerrenthin                                                                     | Pasewalk, Mecklenburg                                                          |
| 01.07.1950 | Battinsthal, Landkreis Randow Mecklenburg                                      | Umgliederung                                                                   | Battinsthal                                                                    | Prenzlau                                                                       |
| 01.07.1950 | Glasow, Landkreis Randow Mecklenburg                                           | Umgliederung                                                                   | Glasow                                                                         | Prenzlau                                                                       |
| 01.07.1950 | Grünz, Landkreis Randow Mecklenburg                                            | Umgliederung                                                                   | Grünz                                                                          | Prenzlau                                                                       |
| 01.07.1950 | Hohenholz, Landkreis Randow Mecklenburg                                        | Umgliederung                                                                   | Hohenholz                                                                      | Prenzlau                                                                       |
| 01.07.1950 | Krackow, Landkreis Randow Mecklenburg                                          | Umgliederung                                                                   | Krackow                                                                        | Prenzlau                                                                       |
| 01.07.1950 | Ladenthin, Landkreis Randow Mecklenburg                                        | Umgliederung                                                                   | Ladenthin                                                                      | Prenzlau                                                                       |
| 01.07.1950 | Lebehn, Landkreis Randow Mecklenburg                                           | Umgliederung                                                                   | Lebehn                                                                         | Prenzlau                                                                       |
| 01.07.1950 | Nadrensee, Landkreis Randow Mecklenburg                                        | Umgliederung                                                                   | Nadrensee                                                                      | Prenzlau                                                                       |
| 01.07.1950 | Penkun, Landkreis Randow Mecklenburg                                           | Umgliederung                                                                   | Penkun                                                                         | Prenzlau                                                                       |
| 01.07.1950 | Pomellen, Landkreis Randow Mecklenburg                                         | Umgliederung                                                                   | Pomellen                                                                       | Prenzlau                                                                       |
| 01.07.1950 | Sommersdorf, Landkreis Randow Mecklenburg                                      | Umgliederung                                                                   | Sommersdorf                                                                    | Prenzlau                                                                       |
| 01.07.1950 | Storkow, Landkreis Randow Mecklenburg                                          | Umgliederung                                                                   | Storkow                                                                        | Prenzlau                                                                       |
| 01.07.1950 | Wollin b. Penkun, Landkreis Randow Mecklenburg                                 | Umgliederung                                                                   | Wollin b. Penkun                                                               | Prenzlau                                                                       |
| 01.07.1950 | Basedow                                                                        | Eingliederung                                                                  | Klinkow                                                                        | Prenzlau                                                                       |
| 01.07.1950 | Menkin                                                                         | Eingliederung                                                                  | Wollschow                                                                      | Prenzlau                                                                       |
| 01.07.1950 | Zollchow                                                                       | Eingliederung                                                                  | Röpersdorf                                                                     | Prenzlau                                                                       |
| 01.07.1950 | Neuenfeld                                                                      | Eingliederung                                                                  | Schönfeld                                                                      | Prenzlau                                                                       |
| 01.07.1950 | Buchholz, Landkreis Neustrelitz Mecklenburg                                    | Umgliederung                                                                   | Buchholz                                                                       | Ruppin                                                                         |
| 01.07.1950 | Siegrothsbruch                                                                 | Eingliederung                                                                  | Giesenhorst                                                                    | Ruppin                                                                         |
| 01.07.1950 | Rheinsberg-Glienicke                                                           | Eingliederung                                                                  | Gühlen-Glienicke                                                               | Ruppin                                                                         |
| 01.07.1950 | Goldbeck                                                                       | Eingliederung                                                                  | Koppenbrück                                                                    | Ruppin                                                                         |
| 01.07.1950 | Repente                                                                        | Eingliederung                                                                  | Luhme                                                                          | Ruppin                                                                         |
| 01.07.1950 | Paalzow                                                                        | Eingliederung                                                                  | Walsleben                                                                      | Ruppin                                                                         |
| 01.07.1950 | Kersdorf                                                                       | Eingliederung                                                                  | Briesen (Mark)                                                                 | Seelow                                                                         |
| 01.07.1950 | Alt Langsow Neu Langsow                                                        | Zusammenschluss                                                                | Langsow                                                                        | Seelow                                                                         |
| 01.07.1950 | Dahmsdorf                                                                      | Eingliederung                                                                  | Müncheberg                                                                     | Seelow                                                                         |
| 01.07.1950 | Wuhden                                                                         | Eingliederung                                                                  | Podelzig                                                                       | Seelow                                                                         |
| 01.07.1950 | Wuhden, OT Wuhdener Loose                                                      | Umgliederung                                                                   | Reitwein                                                                       | Seelow                                                                         |
| 01.07.1950 | Klein Jauer                                                                    | Eingliederung                                                                  | Altdöbern                                                                      | Senftenberg                                                                    |
| 01.07.1950 | Raakow                                                                         | Eingliederung                                                                  | Drebkau                                                                        | Senftenberg                                                                    |
| 01.07.1950 | Mallenchen                                                                     | Eingliederung                                                                  | Gliechow                                                                       | Senftenberg                                                                    |
| 01.07.1950 | Luckaitz Neudöbern                                                             | Eingliederung                                                                  | Schöllnitz                                                                     | Senftenberg                                                                    |
| 01.07.1950 | Buchwalde                                                                      | Eingliederung                                                                  | Senftenberg                                                                    | Senftenberg                                                                    |
| 01.07.1950 | Koschendorf                                                                    | Eingliederung                                                                  | Siewisch                                                                       | Senftenberg                                                                    |
| 01.07.1950 | Pademack                                                                       | Eingliederung                                                                  | Zinnitz                                                                        | Senftenberg                                                                    |
| 01.07.1950 | Zschorno                                                                       | Eingliederung                                                                  | Jämlitz                                                                        | Spremberg                                                                      |
| 01.07.1950 | Boddinsfelde                                                                   | Eingliederung                                                                  | Brusendorf                                                                     | Teltow                                                                         |
| 01.07.1950 | Kleinbeeren                                                                    | Eingliederung                                                                  | Großbeeren                                                                     | Teltow                                                                         |
| 01.07.1950 | Kleinbeuthen                                                                   | Eingliederung                                                                  | Großbeuthen                                                                    | Teltow                                                                         |
| 01.07.1950 | Glasow                                                                         | Eingliederung                                                                  | Mahlow                                                                         | Teltow                                                                         |
| 01.07.1950 | Sputenberge                                                                    | Eingliederung                                                                  | Töpchin                                                                        | Teltow                                                                         |
| 01.07.1950 | Barsdorf, Landkreis Neustrelitz Mecklenburg                                    | Umgliederung                                                                   | Barsdorf                                                                       | Templin                                                                        |
| 01.07.1950 | Blumenow, Landkreis Neustrelitz Mecklenburg                                    | Umgliederung                                                                   | Blumenow                                                                       | Templin                                                                        |
| 01.07.1950 | Dannenwalde, Landkreis Neustrelitz Mecklenburg                                 | Umgliederung                                                                   | Dannenwalde                                                                    | Templin                                                                        |
| 01.07.1950 | Fürstenberg/Havel, Landkreis Neustrelitz Mecklenburg                           | Umgliederung                                                                   | Fürstenberg/Havel                                                              | Templin                                                                        |
| 01.07.1950 | Steinförde, Landkreis Neustrelitz Mecklenburg                                  | Umgliederung                                                                   | Steinförde                                                                     | Templin                                                                        |
| 01.07.1950 | Tornow, Landkreis Neustrelitz Mecklenburg                                      | Umgliederung                                                                   | Tornow                                                                         | Templin                                                                        |
| 01.07.1950 | Tieckow                                                                        | Eingliederung                                                                  | Fohrde                                                                         | Westhavelland                                                                  |
| 01.07.1950 | Göttlin, Landkreis Genthin Sachsen-Anhalt                                      | Umgliederung                                                                   | Göttlin                                                                        | Westhavelland                                                                  |
| 01.07.1950 | Grütz , Landkreis Genthin Sachsen-Anhalt                                       | Umgliederung                                                                   | Grütz                                                                          | Westhavelland                                                                  |
| 01.07.1950 | Kützkow, Landkreis Genthin Sachsen-Anhalt                                      | Umgliederung                                                                   | Kützkow                                                                        | Westhavelland                                                                  |
| 01.07.1950 | Kirchmöser, Landkreis Genthin Sachsen-Anhalt                                   | Umgliederung                                                                   | Kirchmöser                                                                     | Westhavelland                                                                  |
| 01.07.1950 | Neue Schleuse, Landkreis Genthin Sachsen-Anhalt                                | Umgliederung                                                                   | Neue Schleuse                                                                  | Westhavelland                                                                  |
| 01.07.1950 | Bagow                                                                          | Eingliederung                                                                  | Päwesin                                                                        | Westhavelland                                                                  |
| 01.07.1950 | Kützkow                                                                        | Eingliederung                                                                  | Pritzerbe                                                                      | Westhavelland                                                                  |
| 01.07.1950 | Neue Schleuse                                                                  | Eingliederung                                                                  | Rathenow                                                                       | Westhavelland                                                                  |
| 01.07.1950 | Gohlitz                                                                        | Eingliederung                                                                  | Wachow                                                                         | Westhavelland                                                                  |
| 01.07.1950 | Gutenpaaren                                                                    | Eingliederung                                                                  | Zachow                                                                         | Westhavelland                                                                  |
| 01.07.1950 | Gaarz                                                                          | Eingliederung                                                                  | Besandten                                                                      | Westprignitz                                                                   |
| 01.07.1950 | Lübzow                                                                         | Eingliederung                                                                  | Groß Linde                                                                     | Westprignitz                                                                   |
| 01.07.1950 | Gnevsdorf                                                                      | Eingliederung                                                                  | Rühstädt                                                                       | Westprignitz                                                                   |
| 01.07.1950 | Boßdorf Landkreis Zauch-Belzig                                                 | Umgliederung                                                                   | Boßdorf                                                                        | Wittenberg, Sachsen-Anhalt                                                     |
| 01.07.1950 | Rottstock                                                                      | Eingliederung                                                                  | Brück                                                                          | Zauch-Belzig                                                                   |
| 01.07.1950 | Kanin Klaistow                                                                 | Eingliederung                                                                  | Busendorf                                                                      | Zauch-Belzig                                                                   |
| 01.07.1950 | Klein Glien                                                                    | Eingliederung                                                                  | Hagelberg                                                                      | Zauch-Belzig                                                                   |
| 01.07.1950 | Preußnitz                                                                      | Eingliederung                                                                  | Kuhlowitz                                                                      | Zauch-Belzig                                                                   |
| 01.07.1950 | Ziezow                                                                         | Eingliederung                                                                  | Locktow                                                                        | Zauch-Belzig                                                                   |
| 01.09.1950 | Königshorst                                                                    | Namensänderung                                                                 | Friedenshorst                                                                  | Osthavelland                                                                   |
| 01.09.1950 | Zwietow                                                                        | Eingliederung                                                                  | Gosda                                                                          | Senftenberg                                                                    |
| 05.10.1950 | Karlsdorf                                                                      | Eingliederung                                                                  | Bollensdorf                                                                    | Luckenwalde                                                                    |
| 05.10.1950 | Glienig, OT Damsdorf                                                           | Neubildung                                                                     | Damsdorf                                                                       | Luckenwalde                                                                    |
| 15.10.1950 | Klein Porep                                                                    | Eingliederung                                                                  | Porep                                                                          | Ostprignitz                                                                    |
| 15.10.1950 | Battinsthal Hohenholz                                                          | Eingliederung                                                                  | Krackow                                                                        | Prenzlau                                                                       |
| 15.10.1950 | Pomellen                                                                       | Eingliederung                                                                  | Nadrensee                                                                      | Prenzlau                                                                       |
| 15.10.1950 | Ravensbrück                                                                    | Eingliederung                                                                  | Fürstenberg/Havel                                                              | Templin                                                                        |
| 15.10.1950 | Retzow, OT Selbelang                                                           | Neubildung                                                                     | Selbelang                                                                      | Westhavelland                                                                  |
| 01.06.1951 | Königstädt                                                                     | Namensänderung                                                                 | Wolfsruh                                                                       | Templin                                                                        |
| 01.12.1950 | Wedelsberg                                                                     | Namensänderung                                                                 | Grünheide                                                                      | Angermünde                                                                     |
| 01.10.1951 | Arnimshain                                                                     | Namensänderung                                                                 | Buchenhain                                                                     | Templin                                                                        |
| 01.11.1951 | Dorf Zinna                                                                     | Namensänderung                                                                 | Neuheim                                                                        | Luckenwalde                                                                    |
| 01.12.1951 | Briesen bei Lübben                                                             | Namensänderung                                                                 | Briesensee                                                                     | Lübben                                                                         |
| 25.07.1952 | Auflösung des Landes                                                           | Auflösung des Landes                                                           | Auflösung des Landes                                                           | Auflösung des Landes                                                           |

## Hilfe / Quelle
- Landesbetrieb für Datenverarbeitung und Statistik, Land Brandenburg: Beitrag zur Statistik, Historisches Gemeindeverzeichnis des Landes Brandenburg 1875 bis 2005, Heftreihe 19
  - Heft 19.1: kreisfreie Städte Brandenburg an der Havel, Cottbus, Frankfurt (Oder) und Potsdam
  - Heft 19.2: Landkreis Barnim
  - Heft 19.3: Landkreis Dahme-Spreewald
  - Heft 19.4: Landkreis Elbe-Elster
  - Heft 19.5: Landkreis Havelland
  - Heft 19.6: Landkreis Märkisch-Oderland
  - Heft 19.7: Landkreis Oberhavel
  - Heft 19.8: Landkreis Oberspreewald-Lausitz
  - Heft 19.9: Landkreis Oder-Spree
  - Heft 19.10: Landkreis Ostprignitz-Ruppin
  - Heft 19.11: Landkreis Potsdam-Mittelmark
  - Heft 19.12: Landkreis Prignitz
  - Heft 19.13: Landkreis Spree-Neiße
  - Heft 19.14: Landkreis Teltow-Fläming
  - Heft 19.15: Uckermark